# Melete lycimnia
Melete lycimnia es una especie de mariposa, de la familia de las piérides, que fue descrita originalmente con el nombre de Papilio lycimnia, por Cramer, en 1777, a partir de ejemplares procedentes de Surinam.

## Distribución
Melete lycimnia está distribuida entre las regiones Neotropical, Neártica y ha sido reportada en 12 países.

## Plantas hospederas
Las larvas de M. lycimnia se alimentan de plantas de las familias Santalaceae y Loranthaceae. Entre las plantas hospederas reportadas se encuentran Phoradendron quadrangulare, Phthirusa stelis, Struthanthus dichotrianthus.